# João Alphonsus
João Alphonsus de Guimaraens (Conceição do Mato Dentro, 6 de abril de 1901 – Belo Horizonte, 24 de maio de 1944), também conhecido como João Alphonsus, foi um advogado, escritor, jornalista, contista e poeta modernista brasileiro. Era o terceiro filho do grande poeta simbolista Alphonsus de Guimaraens. Foi um dos nomes importantes do Modernismo e contemporâneo de Carlos Drummond de Andrade, Emílio Moura, Pedro Nava e outros que foram seus amigos no Diário de Minas.

## Vida
Iniciou seus estudos em Mariana e, aos 17 anos, se mudou para Belo Horizonte, onde finalizou a graduação em Direito. Foi Promotor de Justiça e Procurador-Geral do Estado.
Publicou seus primeiros poemas na revista Fon-Fon, em 1918. Em 1925, fundou a revista Verde em parceria com Antônio Mendes e outros companheiros. Influenciado pelo simbolismo, inicialmente escrevia somente poemas. Em contato com o modernismo, passou a escrever romances e contos, incorporando a fala coloquial e neologismos.
Recebeu o prêmio Machado de Assis com o romance Totônio Pacheco, em 1934; o Prêmio da Academia Brasileira de Letras pelo romance Rola-Moça (1938); e quando publicou o livro de contos A Pesca da Baleia tornou-se membro da Academia. Também ocupou a cadeira nº 9 da Academia Mineira de Letras.
João Alphonsus, na expressão do poeta e amigo Drummond, criou "uma literatura humana, terrivelmente humana, miudamente, dolorosamente humana". Foi um dos maiores nomes da nossa literatura. Sobre o autor diz Pedro Nava em suas memórias: "Esse poeta, filho de poeta, teve uma das mais brilhantes carreiras literárias de sua geração." "A linguagem de João Alphonsus é límpida, simples, cheia de equilíbrio, de valores estilísticos, da musicalidade de quem sabia admiravelmente o verso."
João Alphonsus faleceu em Belo Horizonte em 24 de maio de 1944, deixando sua esposa Esmeralda Vianna de Guimaraens e 03 filhos: João Alphonsus de Guimaraens Filho, Liliana Baeta Viana de Guimaraens e Fernão Baeta Vianna de Guimaraens.

## Obras
- 1931 - Galinha Cega (contos)
- 1934 - Totônio Pacheco (romance)
- 1938 - Rola-Moça (romance)
- 1942 - A Pesca da Baleia (contos)
- 1943 - Eis a noite! (contos)
- 1965 - Contos e Novelas
- 1976 - Contos e Novelas, Ed. Imago.

## Sobre o Autor
FERNANDES NETTO, Carlos Eduardo. Prosa de ficção brasileira sobre a Segunda Guerra Mundial. Literatura e Autoritarismo (ISSN 1679-849X), Santa Maria, n. 13, p. 6-21, jan.-jun. 2009. Disponível em: <http://w3.ufsm.br/literaturaeautoritarismo/revista/num13/RevLitAut13_art01.pdf>. Acesso em: 2 jun. 2017.